# Conflictos de un médico
Conflictos de un médico é uma telenovela mexicana, produzida por Ernesto Alonso para a Televisa e exibida pelo El Canal de las Estrellas entre 26 de março e 6 de agosto de 1980.
Foi baseada no livro Alma y Carne, de Caridad Bravo Adams e era uma mini telenovela semanal exibida nas quartas feiras às 17:30.
Foi protagonizada por Frank Moro e Úrsula Prats e antagonizada por Victoria Ruffo e José Roberto.

## Enredo
Raymundo de Anda (Frank Moro) é um jovem médico que trabalha em um hospital, enquanto Patricia Miranda (Úrsula Prats) é uma jovem doce e dedicada, filha do rico Gabriel Miranda (Miguel Macía). Os dois se apaixonam, mas Raymundo terá que enfrentar diversos conflitos, tanto profissionais quanto pessoais. Já Patricia, presa em uma situação difícil, acaba se comprometendo com Sergio Herrera (José Roberto), um jovem perverso e oportunista que apenas a utiliza.

## Elenco
- Frank Moro - Raymundo de Anda
- Úrsula Prats - Patricia Miranda
- José Roberto - Sergio Herrera
- Victoria Ruffo - Rosario Reyes
- Miguel Manzano - Abel de los Ríos
- Miguel Macía - Gabriel Miranda
- Olivia Bucio - Isabel
- Roberto Antúnez - Roque
- Laura Garza - Ana
- Rodolfo Gómez Lora - Puky
- Armando Coria - Eugenio
- Arturo Adonay - Julián
- Antonio Miguel - Gil
- Héctor Flores - José
- Jorge Roy - Niño